# 暹羅皮頦鱵
暹羅皮頦鱵 （學名: Dermogenys siamensis），又名暹邏皮頦鱵、暹羅水針，為輻鰭魚綱鶴鱵目鱵科的其中一種，曾被歸入皮頦鱵（ Dermogenys pusilla）的同義詞，之後被認為是獨立的物種而分出來。暹羅皮頦鱵的分布與皮頦鱵有重疊，分布於湄公河與湄南河流域。體長可達4公分，屬肉食性，捕食蠕蟲、甲殼動物與昆蟲，可作為觀賞魚。
种加名 siamensis 意为“暹罗的”。